# MU Legend
MU Legend là một game hành động nhập vai trực tuyến nhiều người chơi (MMOARPG) và là phần tiếp theo của Mu Online. Giống như phiên bản tiền nhiệm, MU Legend cũng do công ty game Hàn Quốc Webzen Games phát triển. Tựa game đã được phát triển trong một thời gian khá lâu - những tin đồn đầu tiên về trò chơi này xuất hiện vào năm 2004 và quá trình phát triển game đã bị giữ lại cho đến tận năm 2009. Đoạn trailer đầu tiên của MU 2 được ra mắt tại triển lãm G-Star 2011 Expo ở Busan vào ngày 10 tháng 11 năm 2011. Game dựa trên Unreal Engine 3 và chia sẻ các tính năng quen thuộc với Mu Online như giao diện người dùng và cơ chế điều khiển đặc biệt. Ngày 23 tháng 9 năm 2015, trang web chính thức của Hàn Quốc đã tiến hành cập nhật trang teaser. MU 2 được đổi tên thành MU Legend. Ngày 25 tháng 10 năm 2016, MU Legend bắt đầu phát hành toàn cầu với bản thử nghiệm giai đoạn closed beta đầu tiên.